# Ministère de l'Aviation
Ne doit pas être confondu avec Air Ministry.
Le ministère de l'Aviation (en anglais : Ministry of Aviation) est un ministère du gouvernement du Royaume-Uni créé en 1959. Il avait la responsabilité de gérer la régularisation de l'aviation civile et l'approvisionnement de l'aviation militaire qui fut repris par la suite par le ministère des Approvisionnements (Ministry of Supply).
En 1967, l'approvisionnement des avions militaires a été activé au sein du ministère de la Technologie, tandis que les activités de la régulation de l'aviation civile a été attribuer au  Board of Trade.